# 中脑边缘通路
中脑边缘通路（mesolimbic pathway）又称奖赏途径（reward pathway），是脑中的多巴胺通路。此通路連接中腦的腹側被蓋區以及前脑基底核內的纹状体。紋狀體中包括有伏隔核及嗅節結。